# Dorota Lubowicka
Dorota Lubowicka (ur. 4 września 1957) – polska lekkoatletka, specjalizująca się w wielobojach, halowa mistrzyni Polski, reprezentantka Polski.

## Kariera sportowa
Była zawodniczką Śląska Wrocław.
Na mistrzostwach Polski seniorek zdobyła jeden medal: srebrny w pięcioboju w 1975. W halowych mistrzostwach Polski seniorek zdobyła dwa medale: złoty w skoku wzwyż w 1973 i brązowy w pięcioboju w 1975.
Reprezentowała Polskę na zawodach Pucharu Europy w wielobojach, zajmując w 1975 18. miejsce w półfinale, z wynikiem 3857 i 18. miejsce w finale, z wynikiem 4002.
Rekord życiowy w pięcioboju: 4003 (29.06.1975), w skoku wzwyż: 1,74 - w hali (25.02.1973).